# تجمع خرخر (زمنخ ومنوخ)

تعديل مصدري - تعديل

تجمع خرخر هي إحدى قرى عزلة زمنح ومنوخ بمديرية زمنخ ومنوخ التابعة لمحافظة حضرموت، بلغ تعداد سكانها 96 نسمة حسب تعداد اليمن لعام 2004.